# Neocoenyra victoriae
Neocoenyra victoriae is een vlinder uit de onderfamilie Satyrinae van de familie Nymphalidae. De wetenschappelijke naam van de soort is voor het eerst geldig gepubliceerd in 1898 door Per Olof Christopher Aurivillius.